# Gorjani

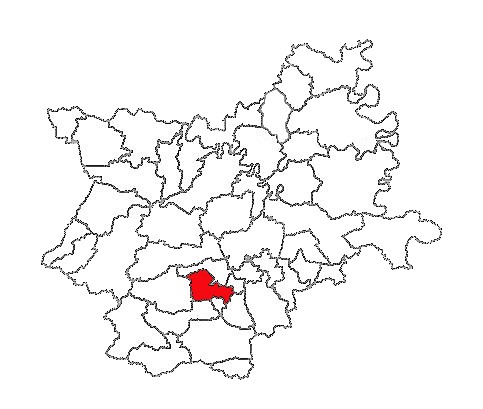
Gorjani nella sua regione

 Gorjani  è un comune della Croazia di 1 832 abitanti della Regione di Osijek e della Baranja.